# Pleurobranchus
Pleurobranchus is een geslacht van weekdieren uit de klasse van de Gastropoda (slakken).

## Soorten
- Pleurobranchus albiguttatus (Bergh, 1905)
- Pleurobranchus areolatus Mörch, 1863
- Pleurobranchus digueti Rochebrune, 1895
- Pleurobranchus forskalii Rüppell & Leuckart, 1828
- Pleurobranchus grandis Pease, 1868
- Pleurobranchus hilli (Hedley, 1894)
- Pleurobranchus iouspi Ev. Marcus, 1984
- Pleurobranchus lacteus Dall & Simpson, 1901
- Pleurobranchus mamillatus Quoy & Gaimard, 1832
- Pleurobranchus membranaceus (Montagu, 1816)
- Pleurobranchus nigropunctatus (Bergh, 1907)
- Pleurobranchus niveus (A. E. Verrill, 1901)
- Pleurobranchus peronii Cuvier, 1804
- Pleurobranchus reticulatus Rang, 1832
- Pleurobranchus semperi (Vayssière, 1896)
- Pleurobranchus sishaensis (Zhang & Lin, 1965)
- Pleurobranchus testudinarius Cantraine, 1835
- Pleurobranchus varians Pease, 1860
- Pleurobranchus weberi (Bergh, 1905)